# Wilhelm Sandfuchs
Wilhelm Sandfuchs (* 25. Juni 1913 in Wolfach; † 24. Juni 1999 in Wasserburg am Inn) war ein deutscher Kirchenjournalist.
Sandfuchs machte 1933 sein Abitur und studierte anschließend Zeitungswissenschaft, mittlere und neuere Geschichte, Kirchengeschichte und Staatsrecht in München. Am 1. Mai 1933 trat er als Student unter der Mitgliedsnummer 2190628 in die NSDAP ein. 1935 trat er in München der katholischen Studentenverbindung W.K.St.V. Unitas Winfridia bei. 1938 wurde er zum Dr. phil. promoviert.
Im Zweiten Weltkrieg war Sandfuchs zeitweise als offizieller Kriegsberichter in der Propagandakompanie der Wehrmacht für die badische NSDAP-Gauzeitung Der Führer eingesetzt.
Im September 1949 berief ihn der Südwestfunk in Baden-Baden als Leiter des dort neu geschaffenen Referates Kirchenfunk, um die kirchlichen Sendungen aller Konfessionen zu betreuen. Im Januar 1958 übernahm er von Gunthar Lehner die Leitung der Abteilung Kirchenfunk beim Bayerischen Rundfunk (BR) in München, die er bis 1978 leitete.
In über zwanzig Buchveröffentlichungen hielt er einige der besonders erfolgreichen Sendereihen auch in schriftlicher Form fest. Sehr populär war vor allem die Reihe Minute der Besinnung – von den über 5000 morgendlichen Geleitworten und Losungen im Radio gab er in sechs Bänden fast 2200 einzelne Texte von Persönlichkeiten verschiedener Art heraus, die dem Hörer bzw. Leser „den Sinn des neu begonnenen Tages und der vor ihm liegenden Alltagsarbeit“ deuten wollen.
Neben den regelmäßigen Sendungen im Kirchenfunkprogramm hatte Wilhelm Sandfuchs auch außergewöhnliche kirchliche Ereignisse für den Hörfunk zu betreuen, so den 37. Eucharistischen Weltkongress 1962, das 2. Vatikanische Ökumenische Konzil 1962–65, den 81. Deutschen Katholikentag in Bamberg 1967 sowie die Römischen Bischofs-Synoden seit 1967. Von 1958 bis zu seinem Ausscheiden aus dem aktiven Dienst im Jahre 1978 leitete er beim BR, der federführenden ARD-Anstalt für die Berichterstattung aus dem Vatikan, die Berichterstattung über die Pontifikatswechsel nach den Päpsten Pius XII. (1958), Johannes XXIII. (1963), Paul VI. sowie Johannes Paul I. (1978) und kommentierte vielfach selbst die Ereignisse.